# Tuhegafoa (Lolowau)
Tuhegafoa is een bestuurslaag in het regentschap Nias Selatan van de provincie Noord-Sumatra, Indonesië. Tuhegafoa telt 572 inwoners (volkstelling 2010).